# Chiesa dei Santi Marco e Antonio

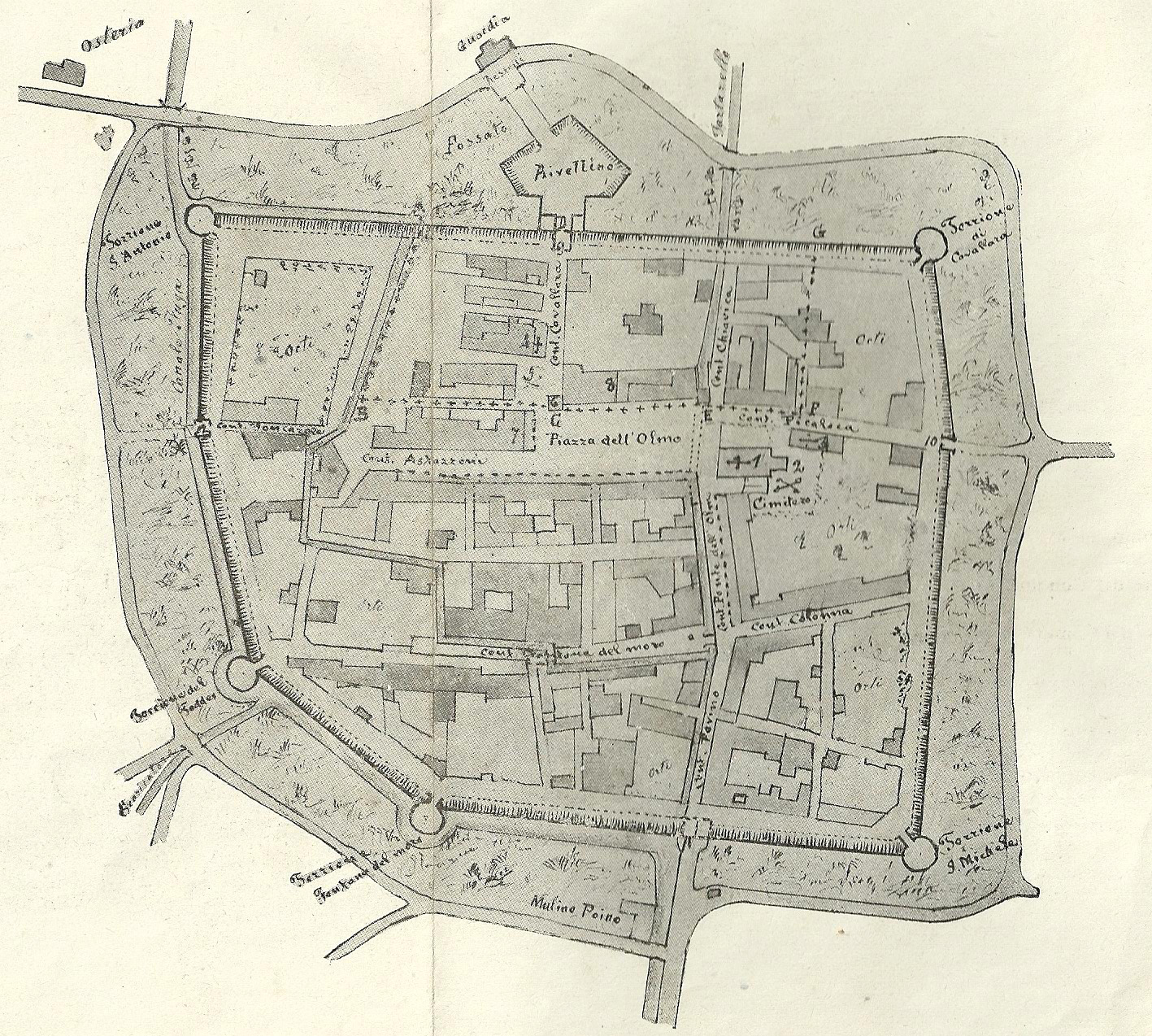
Mappa di Castel Goffredo all'inizio del Cinquecento con le mura

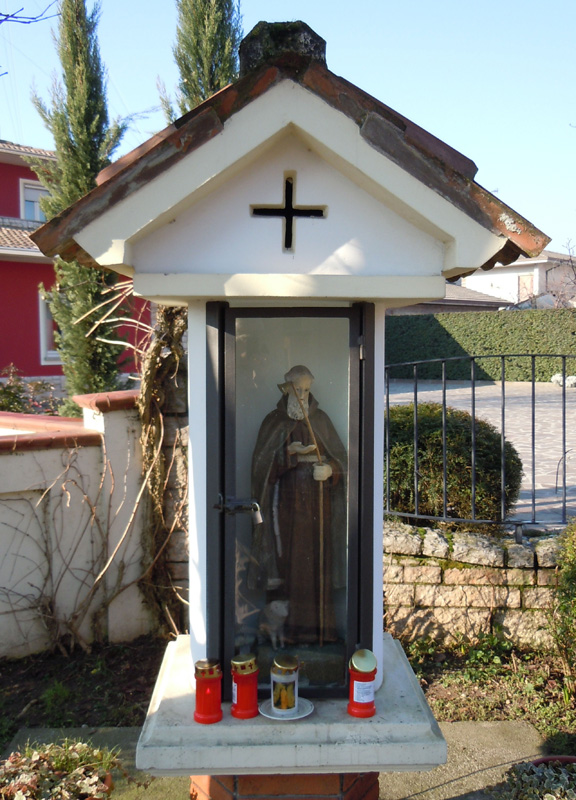
Castel Goffredo, attuale edicola di Sant'Antonio

La chiesa dei Santi Marco e Antonio era un edificio religioso di Castel Goffredo, in provincia di Mantova.

## Storia
L'edificio, di piccole dimensioni, era situato al di fuori delle mura di Castel Goffredo, poco distante dalla Porta di Poncarale, in corrispondenza dell'attuale santella di Sant'Antonio, sulla strada per Brescia. Faceva parte dell'ospizio dei padri Benedettini.
Come rettore della chiesa venne destinato nel 1488 l'abate Girolamo Redini, nativo di Castel Goffredo, che fu il fondatore della Congregazione degli Eremiti di Santa Maria di Gonzaga.
Al suo interno venne collocata un'ara votiva di epoca romana, andata smarrita, che recava l'iscrizione:
Una stele funeraria di epoca romana con riferimento ad altro Magio, morto a Casalpoglio, venne ritrovata presso la chiesa parrocchiale di Casalpoglio.
La chiesa fu definita "chiesa campestre" in occasione della visita nel 1577 del vescovo di Brescia Domenico Bollani e in parziale rovina.
Venne demolita prima del 1702, dunque prima dell'abbattimento delle mura del paese; sul luogo dove sorgeva la chiesa venne eretto un tempietto, distrutto nel 1822, a ricordo del monastero benedettino.